# Granat L2
L2 – brytyjski granat uniwersalny, odmiana amerykańskiego M26 od którego różni się zastosowaniem oddzielnego zespołu zapalnika. Wewnątrz wykonanego ze stalowej blachy korpusu granatu L2 znajduje się wkładka odłamkowa wykonana z naciętego stalowego drutu. Granat produkowany w wersjach L2A1 i L2A2 różniących się kształtem uchwytu bezpiecznikowego.